# 山路修
山路 修（やまじ おさむ、1929年8月31日 - ）は日本の元サッカー選手。ポジションはDF。

## 経歴
神戸一中(現、兵庫県立神戸高等学校)を経て早稲田大学卒業。
日本代表としても1953年から1954年までプレーし、1954年ワールドカップ・スイス大会予選の1954年3月7日の韓国戦の1試合目で国際Aマッチ1キャップを記録した。
1953年には日本学生選抜に選出され、ドイツのドルトムントで開催された国際学生スポーツ週間（ユニバーシアードの前身）に参加した。この代表には長沼健や岡野俊一郎といった、将来の日本サッカー界を担う人材が数多く参加していた。
大学卒業後は住友金属に入社するが、川本泰三や岩谷俊夫を中心に結成された大阪サッカークラブに参加。1951年、1952年、1953年の全日本サッカー選手権大会 （後の天皇杯全日本サッカー選手権大会）において3年連続準優勝に貢献した。

## 所属クラブ
- 神戸一中
- 早稲田大学
- 大阪サッカークラブ

## 代表歴

### 出場大会
- ワールドカップスイス大会予選

### 試合数
- 国際Aマッチ 1試合 0得点(1954)[1]

| 日本代表 | 国際Aマッチ | 国際Aマッチ | その他 | その他 | 期間通算 | 期間通算 |
| 年       | 出場        | 得点        | 出場   | 得点   | 出場     | 得点     |
| -------- | ----------- | ----------- | ------ | ------ | -------- | -------- |
| 1953     | 0           | 0           | 1      | 0      | 1        | 0        |
| 1954     | 1           | 0           | 0      | 0      | 1        | 0        |
| 通算     | 1           | 0           | 1      | 0      | 2        | 0        |

### 出場
| No. | 開催日         | 開催都市 | スタジアム         | 対戦相手 | 結果 | 監督     | 大会               |
| --- | -------------- | -------- | ------------------ | -------- | ---- | -------- | ------------------ |
| 1.  | 1954年03月07日 | 東京都   | 明治神宮外苑競技場 | 韓国     | ●1-5 | 竹腰重丸 | ワールドカップ予選 |